# نواة حاجزية إنسية
النواة الحاجزية الإنسية (MS) هي إحدى النَّوَى الحاجِزِيَّة. تنتج العصبونات في هذه النواة الجزء الأكبر من المؤثرات من نوى الحاجزي. ينتهي الإسقاط الرئيسي من نواة الحاجزية الإنسية في تشكيل الحصين.
تلعب النواة الحاجزية الإنسية دورًا في توليد مَوجَةُ ثيتا في الحصين. على وجه التحديد، تستهدف خلايا جابايرجيك الموجودة في الحاجز الإنسي والتي تعمل كجهاز تنظيم ضربات قلب ثيتا تستهدف التَّلْفيفُ المُسَنَّن وCA3 وCA1.